# Robert Fraisse (directeur de la photographie)
Pour les articles homonymes, voir Robert Fraisse.
Robert Fraisse (né en 1940 à Paris) est un directeur de la photographie français.

## Biographie
Après des études à l'École nationale supérieure Louis-Lumière de Paris vers 1960, Robert Fraisse débute au cinéma avec trois films sortis en 1962, La Vendetta de Jean Chérasse et Le Procès d'Orson Welles — comme deuxième assistant opérateur —, ainsi que Le Caporal épinglé de Jean Renoir — comme premier assistant opérateur —. Il est à nouveau premier assistant opérateur sur six films, sortis entre 1967 et 1971. De plus, il est cadreur sur L'Odeur des fauves (1972) de Richard Balducci, puis Emmanuelle (1974) de Just Jaeckin. Il retrouvera ce dernier pour cinq autres films (comme chef opérateur), dont Madame Claude en 1977, avec Françoise Fabian dans le rôle-titre.
Hormis deux courts métrages documentaires de 1970 et 1973, il devient directeur de la photographie à l'occasion d’Un homme libre (1973, avec Gilbert Bécaud et Olga Georges-Picot) de Roberto Muller. À ce poste, il contribue jusqu'à présent à une quarantaine de films (les deux derniers, en cours de production, doivent sortir respectivement en 2011 et 2012), français majoritairement, mais également étrangers (ex. : N'oublie jamais en 2004, film américain de Nick Cassavetes, avec Ryan Gosling et Rachel McAdams, et où il tient lui-même un petit rôle), sans compter bon nombre de coproductions (ex. : Ronin en 1998, film américano-britannique de John Frankenheimer, avec Robert De Niro et Jean Reno).
Outre les réalisateurs déjà nommés, Robert Fraisse assiste notamment Denis Amar (deux films, dont Asphalte en 1981, avec Carole Laure et Jean-Pierre Marielle), Patrice Leconte (deux films, dont Circulez y'a rien à voir en 1983, avec Jane Birkin et Michel Blanc), Jean-Jacques Annaud (quatre films, dont L'Amant en 1992, avec Jane March et Tony Leung Ka-fai), ou encore Francis Veber (deux films, dont L'Emmerdeur en 2008, avec Patrick Timsit et Richard Berry), entre autres.
À la télévision, toujours jusqu'à présent, il collabore à deux téléfilms américains, diffusés respectivement en 1989 (Dark Holiday de Lou Antonio, comme cadreur) et 1995 (Citizen X de Chris Gerolmo, avec Stephen Rea et Donald Sutherland, comme chef opérateur).
Le film L'Amant pré-cité lui vaut en 1993 deux nominations, d'une part au César de la meilleure photographie, d'autre part à l'Oscar, dans la même catégorie. En outre, il gagne un prix au Festival Camerimage, pour Vatel de Roland Joffé (2000, avec Gérard Depardieu — dans le rôle-titre — et Uma Thurman).

## Filmographie[1]

### Au cinéma
(films français, sauf mention contraire ou complémentaire)

#### Comme directeur de la photographie
- 1970 : Connaissez-vous les statues de Paris ?, documentaire de Marco de Gastyne (court métrage)
- 1973 : 24 heures en bleu, documentaire de Pierre Willemin (court métrage)
- 1973 : Un homme libre de Roberto Muller
- 1974 : Moi je veux voir la mer de Christian-Paul Arrighi
- 1975 : Histoire d'O de Just Jaeckin (film franco-germano-canadien)
- 1975 : Emmanuelle l'antivierge (Emmanuelle 2) de Francis Giacobetti
- 1977 : Madame Claude de Just Jaeckin
- 1978 : One, Two, Two : 122, rue de Provence de Christian Gion
- 1978 : Le Dernier Amant romantique de Just Jaeckin
- 1979 : Collections privées, segment L'Île aux sirènes de Just Jaeckin (film franco-japonais en deux parties)
- 1981 : Asphalte de Denis Amar
- 1981 : L'Amant de Lady Chatterley (Lady Chatterley's Lover) de Just Jaeckin (film franco-britanno-allemand)
- 1982 : Ma femme s'appelle reviens de Patrice Leconte
- 1983 : Circulez y'a rien à voir de Patrice Leconte
- 1984 : Le Jumeau d'Yves Robert
- 1984 : L'Addition de Denis Amar
- 1985 : Le téléphone sonne toujours deux fois !! de Jean-Pierre Vergne
- 1986 : Cours privé de Pierre Granier-Deferre
- 1986 : La Gitane de Philippe de Broca
- 1986 : Le Débutant de Daniel Janneau
- 1987 : Châteauroux district de Philippe Charigot
- 1987 : Spirale de Christopher Frank
- 1987 : La Passerelle de Jean-Claude Sussfeld
- 1988 : À gauche en sortant de l'ascenseur d'Édouard Molinaro
- 1990 : Pare-chocs de Michel Thibaud (court métrage)
- 1992 : L'Amant de Jean-Jacques Annaud (film franco-britanno-vietnamien)
- 1993 : Un crime de Jacques Deray
- 1995 : Guillaumet, les ailes du courage (Wings of Courage) de Jean-Jacques Annaud (film franco-américain)
- 1996 : Fantôme avec chauffeur de Gérard Oury
- 1996 : Risque maximum (Maximum Risk) de Ringo Lam (film américain ; directeur de la photographie de seconde équipe)
- 1997 : Meurtre à Tulsa (Keys to Tulsa) de Leslie Greif (film américain)
- 1997 : Sept ans au Tibet (Seven Years in Tibet) de Jean-Jacques Annaud (film américano-britannique)
- 1998 : Ronin de John Frankenheimer (film américano-britannique)
- 1999 : La Bûche de Danièle Thompson
- 2000 : Vatel de Roland Joffé (film franco-britanno-belge)
- 2001 : Stalingrad (Enemy at the Gates) de Jean-Jacques Annaud (film américano-britanno-franco-germano-irlandais)
- 2003 : Luther d'Eric Till (film allemand)
- 2003 : Tempo d'Eric Styles (film franco-canado-luxembourgeois)
- 2004 : N'oublie jamais (The Notebook) de Nick Cassavetes (film américain ; + acteur)
- 2004 : Hôtel Rwanda (Hotel Rwanda) de Terry George (film américano-britanno-italo-sud-africain)
- 2006 : Alpha Dog de Nick Cassavetes (film américain)
- 2006 : La Doublure de Francis Veber (film franco-italo-belge)
- 2007 : Goodbye Bafana de Bille August (film britanno-italo-belgo-sud-africain)
- 2008 : Babylon A.D. de Mathieu Kassovitz (film franco-américano-britannique ; prises de vues additionnelles)
- 2008 : L'Emmerdeur de Francis Veber
- 2012 : Comme un chef de Daniel Cohen
- 2013 : Girl on a Bicycle de Jeremy Leven (film allemand)
- 2014 : Triple Alliance de Nick Cassavetes

#### Autres fonctions
- 1962 : La Vendetta de Jean Chérasse (film franco-italien ; deuxième assistant opérateur)
- 1962 : Le Procès d'Orson Welles (film franco-germano-italien ; deuxième assistant opérateur)
- 1962 : Le Caporal épinglé de Jean Renoir (premier assistant opérateur)
- 1967 : Les Grandes Vacances de Jean Girault (film franco-italien ; premier assistant opérateur)
- 1967 : Estouffade à la Caraïbe de Jacques Besnard (film franco-italien ; premier assistant opérateur)
- 1967 : Fantômas contre Scotland Yard d'André Hunebelle (film franco-italien ; premier assistant opérateur)
- 1968 : Le Gendarme se marie de Jean Girault (premier assistant opérateur)
- 1969 : Appelez-moi Mathilde de Pierre Mondy (premier assistant opérateur)
- 1971 : Le Cinéma de papa de Claude Berri (premier assistant opérateur)
- 1972 : L'Odeur des fauves de Richard Balducci (cadreur)
- 1974 : Emmanuelle de Just Jaeckin (cadreur)

### À la télévision
- 1989 : Dark Holiday, téléfilm américain de Lou Antonio (cadreur)
- 1995 : Citizen X, téléfilm américain de Chris Gerolmo (directeur de la photographie)

## Récompenses et distinctions
Liste non exhaustive
- 1993 : Nomination au César de la meilleure photographie pour L'Amant ;
- 1993 : Nomination à l'Oscar de la meilleure photographie pour L'Amant ;
- 2000 : Festival Camerimage, Grenouille d'argent de la meilleure photographie gagnée pour Vatel (+ nomination à la Grenouille d'or, mêmes catégorie et film).